# 213197 Lessac-Chenen
213197 Lessac-Chenen este o planetă minoră (asteroid), cu un diametru de 2,772 km, din centura de asteroizi. A fost descoperită pe 20 septembrie 2000 la Observatorul Național Kitt Peak de Marc Buie⁠(d). 
Obiectul prezintă o orbită caracterizată de o semiaxă mare de 2,8784707520569 UAi, o excentricitate de 0,30256185244703, o înclinație de 6,7971423131491 ° în raport cu ecliptica.